# Питер Пэн (фильм, 1987)
«Питер Пэн» — советский двухсерийный музыкальный фильм режиссёра Леонида Нечаева, снятый по заказу Гостелерадио СССР в 1987 году на киностудии «Беларусьфильм» Творческим объединением «Телефильм» по мотивам повести-сказки Дж. Мэтью Барри «Питер и Венди».

## Сюжет
В семье Дарлингов Новый год проходит весело, а потом родители отправляются в гости. В дом, где спят дети — Венди, Джон и Майкл, — пробирается необычный мальчик Питер Пэн со своей феей Динь-Динь. Он учит детей летать, а потом увлекает их за собой на свой волшебный остров, где живут русалки, индейцы, пираты и потерянные мальчишки.
Капитан пиратов Джеймс Крюк планирует захватить весь волшебный остров, чтобы назвать его своим именем. После долгого противостояния компаньоны Питера побеждают пиратов, после чего Динь-Динь отправляет Венди с братьями домой. Там они счастливо воссоединяются с родителями.
Когда Питер через какое-то время прилетает за Венди (соскучившись по ней), он обнаруживает, что она давно выросла, и у неё есть дочь Джейн — теперь на волшебный остров улетает она.

## В главных ролях
- Серёжа Власов — Питер Пэн (озвучивание — Татьяна Канаева, вокал — Светлана Степченко)
- Лена Попкова — Венди Полли Анжела Дарлинг (озвучивание — Татьяна Аксюта, вокал — Светлана Степченко)
- Денис Зайцев — Джон (вокал — Елена Делибаш)
- Женя Булат — Майкл
- Александр Трофимов — Джеймс Крюк, капитан
- Наталья Прошунина — миссис Дарлинг (вокал — Елена Камбурова) / повзрослевшая Венди (вокал — Ирина Понаровская)
- Лембит Ульфсак — мистер Джордж Дарлинг (вокал — Игорь Ефремов)

### В ролях
- Катя Черченко — Динь-Динь
- Максим Турчак — Малыш
- Кирилл Лаворь — Хвастун
- Федя Сурганов — Задира
- Ваня Кашутин — Шутник
- Саша и Юра Воскобойник — близнецы
- Анатолий Рудаков — Верзила, пират
- Станислав Соколов (в титрах — Вячеслав) — Неряха, пират
- Георгий Штиль — Старки-Белоручка, пират
- Александр Назаров — Билл Джукс, пират
- Александр Денисов — Красавчик Чекко, пират
- Владимир Хлестов — Куксон, пират
- Марина Савичева — Огненная Лилия, индианка
- Гасан Мамедов — Великий Тигрёнок, индейский вождь

## Съёмочная группа
- Автор сценария и мультипликатор: Елена Баринова
- Режиссёр-постановщик: Леонид Нечаев
- Оператор-постановщик: Анатолий Калашников
- Художник-постановщик: Владимир Ефимов
- Композитор: Игорь Ефремов
- Текст песен: Леонид Дербенёв
- Звукооператор: Владимир Головницкий
- Государственный симфонический оркестр кинематографии: Дирижёр: В. Васильев
- Ансамбль "Мелодия" под управлением Бориса Фрумкина
- Балетмейстер: В. Бутримович
- Запись музыки: Евгений Некрасов
- Режиссёры: Е. Грибов, Н. Ключникова
- Оператор: Л. Лейбман
- Костюмы: Н. Сардарова
- Грим: Григорий Храпуцкий, Г. Косыгина

## Песни в фильме
В фильме звучат песни композитора Игоря Ефремова на слова Леонида Дербенёва:
Первая серия:
- «Новогодняя» — Елена Камбурова, Светлана Степченко, Игорь Ефремов и Елена Делибаш
- «Игра в папу-маму» (Дети — это цветы) — Светлана Степченко и Елена Делибаш
- «Страшное может случиться» — Елена Камбурова, Светлана Степченко, Игорь Ефремов и Елена Делибаш
- «Песня о Питере Пэне» — Елена Камбурова
- «Знакомство Питера и Венди» — Светлана Степченко
- «Песня индейцев» (Выходите, воины, на тропу войны!) — ансамбль «Сюрприз»
- «Первая песня пиратов» (Если не считать Джеймса Крюка) — Александр Трофимов, Георгий Штиль, Анатолий Рудаков, Александр Назаров, Александр Денисов и Станислав Соколов
- «Строительство домика» (С чего начинается дом?) — Елена Делибаш и Светлана Степченко

Вторая серия:
- «Песня русалочек» — Людмила Ларина и вокальный ансамбль
- «Венди рассказывает сказку» — Светлана Степченко
- «Грустная песня миссис Дарлинг» (Не спешите, дети, вырастать…) — Елена Камбурова
- «Вторая песня пиратов» (Нас трясёт от ярости и злобы…) — вокальный ансамбль
- «Песня Джеймса Крюка» — Александр Трофимов
- «Дуэль Питера и Крюка» — Александр Трофимов и Светлана Степченко
- «Финальная песня» (А у детства нет прошлого…) — Ирина Понаровская

Также для фильма создавалась «Песня Питера Пэна» в исполнении Светланы Степченко, в итоге не вошедшая в фильм.
В 1990 году Всесоюзная фирма грамзаписи «Мелодия» выпустила пластинку с песнями из фильма.